# شادی هرگز به تنهایی نمی‌آید
شادی هرگز به تنهایی نمی‌آید (به انگلیسی: Happiness Never Comes Alone) فیلمی محصول سال ۲۰۱۲ و به کارگردانی جیمز هوت است. در این فیلم بازیگرانی همچون گاد الماله، سوفی مارسو، مائوریس بارتلمی، فرانسوا برلئان، ژولی-آن روت، میکائل ابیبول، ماشا مریل و برنیس مارلو ایفای نقش کرده‌اند.